# チャンピオーネ
「チャンピオーネ」とは、日本のミクスチャー・ロックバンド、ORANGE RANGEのメジャー13枚目のシングルで、同シングルの表題曲である。

## 解説
表題曲、カップリング曲ともにタイアップがついており、「チャンピオーネ」は「2006 FIFAワールドカップ」のNHK中継のテーマソングに、「Walk on」は映画『チェケラッチョ!!』のエンディングテーマ、サーフブランド「Town & Country」CMソングにそれぞれ起用された。
オリコン週間シングルランキングで初登場1位を獲得し、2004年の「ミチシルベ〜a road home〜」から9作連続となった。
「チャンピオーネ」で2006年の『第57回NHK紅白歌合戦』に、沖縄からの生中継で出場した。

## 収録曲
- 全曲作詞・作曲:ORANGE RANGE

1. チャンピオーネ (4:50)
曲名の「チャンピオーネ」は造語[3][4]。歌詞は、「ドーハの悲劇」をイメージして作られた[5]。
2011年7月にサッカー日本女子代表がワールドカップで優勝した際には、ロッカールームでメンバーたちによって歌われた[6]。
2. Walk on (4:06)
ライブツアー「ИATURAL」のあとすぐに作られた曲。